# Franz Josef Worstbrock
Franz Josef Worstbrock (* 20. Januar 1935 in Dülmen) ist ein deutscher germanistischer Mediävist, emeritierter Universitätsprofessor und Herausgeber des Verfasserlexikons Deutscher Humanismus.

## Leben
Nach dem Staatsexamen war Franz Josef Worstbrock von 1960 bis 1963 als Assistent am Institutum Erasmianum in Münster tätig. Dort wurde er 1961 im Fach Klassische Philologie mit einer Arbeit über die Poetik von Vergils Aeneis promoviert. Anschließend war er Assistent am Germanischen Seminar der Universität Hamburg, wo er sich 1971 im Fach Deutsche Philologie habilitierte. Seine Habilitationsschrift zur Geschichte und Poetik des deutschen Minnesangs im 13. Jahrhundert wurde von Karl Heinz Borck betreut; sie blieb unveröffentlicht. Im Jahr 1973 nahm er einen Ruf an die Technische Universität Berlin an, von dort wechselte er 1983 an die Westfälische Wilhelms-Universität Münster. Von 1988 bis zu seiner Emeritierung war er Inhaber eines Lehrstuhls für Deutsche Sprache und Literatur des Mittelalters an der Ludwig-Maximilians-Universität München. Im Jahr 2002 wurde Peter Strohschneider zu seinem Nachfolger berufen.
Worstbrock ist korrespondierendes Mitglied der Akademie der Wissenschaften zu Göttingen und hat als (zunächst ordentliches, dann korrespondierendes) Mitglied der Rheinisch-Westfälischen Akademie der Wissenschaften in verschiedenen Kommissionen der Düsseldorfer Akademie mitgearbeitet.

## Wirken
Die Arbeitsgebiete von Franz Josef Worstbrock umfassen die Deutsche Philologie und die Mediävistische Komparatistik. Besondere Forschungsschwerpunkte sind die lateinische und deutsche Lyrik des Mittelalters, die Geschichte der Rhetorik, die Poetik des höfischen Romans, der Humanismus, die Antikerezeption sowie die Geschichte und Theorie der Übersetzung.
Worstbrock war von 1986 bis 1997 Herausgeber der Zeitschrift für deutsches Altertum und deutsche Literatur und übergab mit Abschluss des 127. Bandes die Herausgeberschaft an Joachim Heinzle. Er verfasste eine Vielzahl von Artikeln im Verfasserlexikon – Die deutsche Literatur des Mittelalters. Darüber hinaus gab er dessen Ergänzungswerk heraus, das Verfasserlexikon Deutscher Humanismus 1480–1520, das von 2008 bis 2015 in drei Bänden erschienen ist. Seine Vorarbeiten dazu reichen in das Jahr 2002 zurück. Das Lexikon bietet für die lateinisch und deutsch schreibenden Autoren der Ära Maximilians Grundinformationen über Leben und Werk.

## Schriften (Auswahl)

### Monographien
- Elemente einer Poetik der Aeneis. Untersuchungen zum Gattungsstil vergilianischer Epik (= Orbis antiquus. Band 21). Aschendorff, Münster 1963 (Dissertation).
- Erneuerung des Minnelieds. Untersuchungen zur Geschichte und Poetik des deutschen Minnesangs im 13. Jahrhundert. Hamburg 1970 (Habilitationsschrift, unveröffentlicht).[8]

### Aufsatzsammlungen
- Susanne Köbele, Andreas Kraß (Hrsg.): Franz Josef Worstbrock – Ausgewählte Schriften. S. Hirzel, Stuttgart.
  - Band 1: Schriften zur Literatur des Mittelalters. 2004, ISBN 3-7776-1352-5.
  - Band 2: Schriften zur Literatur des Humanismus. 2005, ISBN 3-7776-1369-X.

### Herausgeberschaften
- Verfasserlexikon Deutscher Humanismus 1480–1520. 3 Bände. De Gruyter, Berlin/New York 2008–2015.
  - Band 1: A–K. 2008, ISBN 978-3-11-020639-5.
  - Band 2: L–Z. 2013, ISBN 978-3-11-033395-4.
  - Band 3: Nachträge, Addenda und Corrigenda, Register. 2015, ISBN 978-3-11-034546-9.
- mit Helmut Koopmann: Formen und Formgeschichte des Streitens: der Literaturstreit. Niemeyer, Tübingen 1986, ISBN 978-3-484-10526-3.
- Konrad Peutinger. Neue Briefe und Briefgedichte aus seiner Korrespondenz (= Zeitschrift für deutsches Altertum und deutsche Literatur. Beihefte 25). S. Hirzel, Stuttgart 2017, ISBN 978-3-7776-2623-9.